# Prosensa
Prosensa Holding N.V. was een Nederlands biotechnologiebedrijf dat in 2002 is opgericht als spin-off van het Leids Universitair Medisch Centrum. Het ontwikkelt medicijnen tegen genetische aandoeningen waarvoor nog geen medicijnen bestaan, zoals de ziekte van Duchenne (DMD), myotone dystrofie en de ziekte van Huntington. In 2014 werd Prosensa overgenomen door het Amerikaanse biotechnologiebedrijf BioMarin.

## Geschiedenis
Prosensa startte haar activiteiten in 2002 en was gevestigd in Leiden, Nederland. Het bedrijf werkte nauw samen met de academische wereld, patiëntenverenigingen en deskundigen wereldwijd. Prosensa sloot in 2003 een exclusieve licentieovereenkomst met het Leids Universitair Medisch Centrum (LUMC) voor hun eigen RNA-modulatie-exon skipping technologie om behandelingen voor DMD, andere neuromusculaire aandoeningen en indicaties buiten het gebied van neuromusculaire aandoeningen te ontwikkelen.
Prosensa kreeg in 2013 een notering bij NASDAQ. Een Amerikaanse aandeelhouder spande in 2014 voor de rechtbank in New York een class-action aan tegen het bedrijf omdat hij zich misleid voelde bij de beursgang. Zijn veronderstelling was, dat Prosensa een medicijn had ontwikkeld tegen de ziekte van Duchenne en daarvoor op korte termijn royalty's zou ontvangen. Echter, drie maanden later zou gebleken zijn dat het medicijn niet echt werkte, waarna een forse koersdaling gevolgde. In hetzelfde jaar werd bekend dat Prosensa ingestemde met een volledige overname door zijn Amerikaanse branchegenoot BioMarin Pharmaceutical Inc. voor 680 miljoen dollar (548 miljoen euro).

## Activiteiten
De portfolio van klinische en preklinische RNA-gebaseerde kandidaat-geneesmiddelen van Prosensa was gericht op de behandeling van DMD. Prosensa's voornaamste product, Drisapersen had Fase III klinische studies afgerond. Drie aanvullende producten, PRO044, PRO045 en PRO053 waren in klinische ontwikkeling. Ook kende Prosensa een onderzoeksprogramma genaamd PROSPECT, dat een nieuwe en innovatieve toepassing van haar exon skipping technologie platform omvatte, aanbrengen van meerdere exon skipping, specifiek te richten zeldzamere mutaties (aanvankelijk in exon 10 tot 30 regio) begon in het dystrofine gen. Deze aanpak zou toepasbaar zijn voor 5-13% van de groep DMD-patiënten. 
Naast de klinische studies deed Prosensa een Natural History Study in tien landen. Het doel van deze studie was het karakteriseren van de natuurlijke historie en de progressie van DMD, om te helpen de hoogte van het ontwerp van toekomstige studies, om biomarkers van de veiligheid en de progressie van de ziekte vast te leggen en om vergelijkende gegevens te verstrekken voor de ontwikkeling van zeldzame exons waarvoor formele gecontroleerde studies niet haalbaar zijn.
In 2016 kondigde BioMarin, de nieuwe eigenaar van Prosensa, aan dat de ontwikkeling van het middel Drisapersen en andere potentiële medicijnen van Prosensa tegen de ziekte van Duchenne zou worden gestopt. 